# Попов, Спиридон Павлович
Спиридон Павлович Попов — советский хозяйственный, государственный и политический деятель, Герой Социалистического Труда.

## Биография
Родился в 1908 году в Бердянске, в рабочей семье литейщика. Член КПСС с 1938 года.
С 1927 года — на хозяйственной, общественной и политической работе. В 1927—1976 гг. — слесарь на Первомайском заводе в городе Бердянск, техник ремонтно-экспериментального цеха завода «Красная Звезда», конструктор, механик цеха, начальник ремонтно-механического цеха Государственного завода сельскохозяйственных машин имени А. В. Ухтомского, главный механик завода № 711 имени Ухтомского Наркомата минометного вооружения СССР, главный инженер, с 1951 года — директор Люберецкого завода сельскохозяйственного машиностроения имени Ухтомского Министерства тракторного и сельскохозяйственного машиностроения СССР.
Указом Президиума Верховного Совета СССР от 5 августа 1966 года присвоено звание Героя Социалистического Труда с вручением ордена Ленина и золотой медали «Серп и Молот». За выполнение заданий по выпуску тростниковоуборочных комбайнов и созданию завода по их изготовлению на Кубе ему присуждена Ленинская премия (посмертно).
Делегат XXII и XXIII съезда КПСС.
Умер в Люберцах в 1976 году.